# Stjarnan Garðabær
La Stjarnan Knattspyrnudeild (en español: Liga de Fútbol de Stjarnan) es un club de fútbol de Islandia que forma parte de la sociedad deportiva Ungmennafélagið Stjarnan («Asociación Juvenil Stjarnan» en islandés), que también cuenta con secciones dedicadas al baloncesto, natación y balonmano, halterofilia entre otras. Está situado en Garðabær, suburbio de Reikiavik (Islandia), y actualmente juega en la Úrvalsdeild Karla, la máxima competición de fútbol en Islandia, en la que se ha consolidado.
El club ganó fama internacional en 2010 debido a las celebraciones de goles realizadas por sus jugadores, en las que actúan, realizando diferentes escenas: incluyen una representación de la pesca, una bicicleta humana, una representación de un tiroteo, un parto de un balón, una explosión causada por una granada, un inodoro humano y alguien defecando en él, y muchas otras ocurrencias de este tipo.
En el año 2014 gana su primera liga marcando un gol de penalti en el último minuto como visitante, en el partido contra el FH Hafnarfjörður, que era el otro equipo que también luchaba por ella.

## Participación en competiciones de la UEFA
| Temporada | Torneo                   | Ronda            | Club                | Casa      | Visita | Global   |  |
| --------- | ------------------------ | ---------------- | ------------------- | --------- | ------ | -------- |  |
| 2014–15   | UEFA Europa League       | Clasificatoria 1 | Bangor City         | 4–0       | 4–0    | 8–0      |  |
| 2014–15   | UEFA Europa League       | Clasificatoria 2 | Motherwell          | 3–2 (aet) | 2–2    | 5–4      |  |
| 2014–15   | UEFA Europa League       | Clasificatoria 3 | Lech Poznań         | 1–0       | 0–0    | 1–0      |  |
| 2014–15   | UEFA Europa League       | Play-off         | Internazionale      | 0–3       | 0–6    | 0–9      |  |
| 2015–16   | UEFA Champions League    | Clasificatoria 2 | Celtic              | 1–4       | 0–2    | 1–6      |  |
| 2017–18   | UEFA Europa League       | Clasificatoria 1 | Shamrock Rovers     | 0–1       | 0–1    | 0–2      |  |
| 2018–19   | UEFA Europa League       | Clasificatoria 1 | Nõmme Kalju         | 3–0       | 0–1    | 3–1      |  |
| 2018–19   | UEFA Europa League       | Clasificatoria 2 | Copenhague          | 0–5       | 0–2    | 0–7      |  |
| 2019–20   | UEFA Europa League       | Clasificatoria 1 | Levadia Tallinn     | 2–1       | 2–3    | 4–4 (v.) |  |
| 2019–20   | UEFA Europa League       | Clasificatoria 2 | Español             | 1–3       | 0–4    | 1–7      |  |
| 2021–22   | Europa Conference League | Clasificatoria 1 | Bohemian            | 1–1       | 0–3    | 1–4      |  |
| 2024–25   | UEFA Conference League   | Clasificatoria 1 | Linfield            | 2–0       | 2–3    | 4–3      |  |
| 2024–25   | UEFA Conference League   | Clasificatoria 2 | Paide Linnameeskond | 2–1       | 0–4    | 2–5      |  |

## Palmarés
- Úrvalsdeild Karla: 1

2014
- 1. deild karla: 1

1989
- Copa de Islandia: 1

2018
- - Finalista: 2

2012, 2013
- Supercopa de Islandia: 2

2015, 2019